# Grote Soenda-eilanden

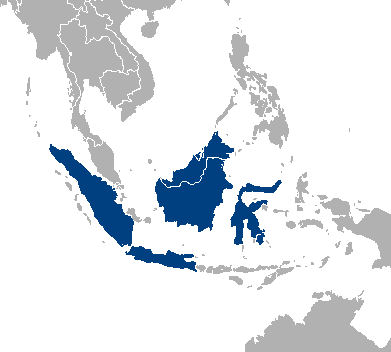
Grote Soenda-eilanden

De Grote Soenda-eilanden (ook Grote Sunda-eilanden) zijn een eilandengroep in Zuidoost-Azië. Eilanden in de groep zijn:
- Borneo
- Java
- Sulawesi
- Sumatra

De groep is politiek verdeeld tussen Brunei, Indonesië en Maleisië (zie Borneo).
De Grote Soenda-eilanden worden onderscheiden van de Kleine Soenda-eilanden en vormen samen met deze eilandengroep de Soenda-eilanden. Ze vormen samen met hun tussen liggende randzeeën de grens tussen de Grote Oceaan en de Indische Oceaan.
Sulawesi wordt door de Wallacelijn van de andere Grote Soenda-eilanden gescheiden.